# Robert Mulliken

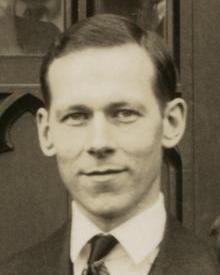
Robert Mulliken, Chicago 1929

Robert Sanderson Mulliken (* 7. Juni 1896 in Newburyport, Massachusetts; † 31. Oktober 1986 in Arlington) war ein US-amerikanischer Physiker und Physikochemiker.
Er erhielt 1966 den Nobelpreis für Chemie „für seine grundlegenden Arbeiten über die chemischen Bindungen und die Elektronenstruktur der Moleküle mit Hilfe der Orbital-Methode“.

## Leben und Werk
Mulliken wurde in Newburyport, Massachusetts geboren. Sein Vater, Samuel Parsons Mulliken, war ein Professor für Organische Chemie am Massachusetts Institute of Technology (MIT). Schon als Kind lernte Robert Mulliken die Namen und die botanische Klassifizierung von Pflanzen und hatte allgemein ein exzellentes, aber selektives Gedächtnis. So erlernte er die deutsche Sprache so gut, dass er den entsprechenden High School Kurs überspringen konnte, jedoch konnte er sich nicht an den Namen seines Deutschlehrers erinnern.
Mulliken half seinem Vater bei der Erstellung seines vierbändigen Werkes über die Identifizierung organischer Moleküle und wurde schon früh ein Experte in der Nomenklatur organischer Verbindungen.
An der High School in Newburyport wählte er den wissenschaftlichen Zweig. Er gewann ein Stipendium am MIT, das auch schon sein Vater bekommen hatte. Schon in den ersten Semestern verfasste er seine erste wissenschaftliche Veröffentlichung über die Darstellung von organischen Chloriden. Er belegte auch einige Kurse in Chemieingenieurtechnik und arbeitete als Werkstudent bei verschiedenen Chemiefabriken in Massachusetts und Maine. Er erhielt den B. S. in Chemie vom MIT im Jahr 1917.
Während des Ersten Weltkrieges entwickelte er an der American University in Washington, D.C. für die amerikanische Armee Chemiewaffen; er zog sich dabei schwere Verbrennungen zu.

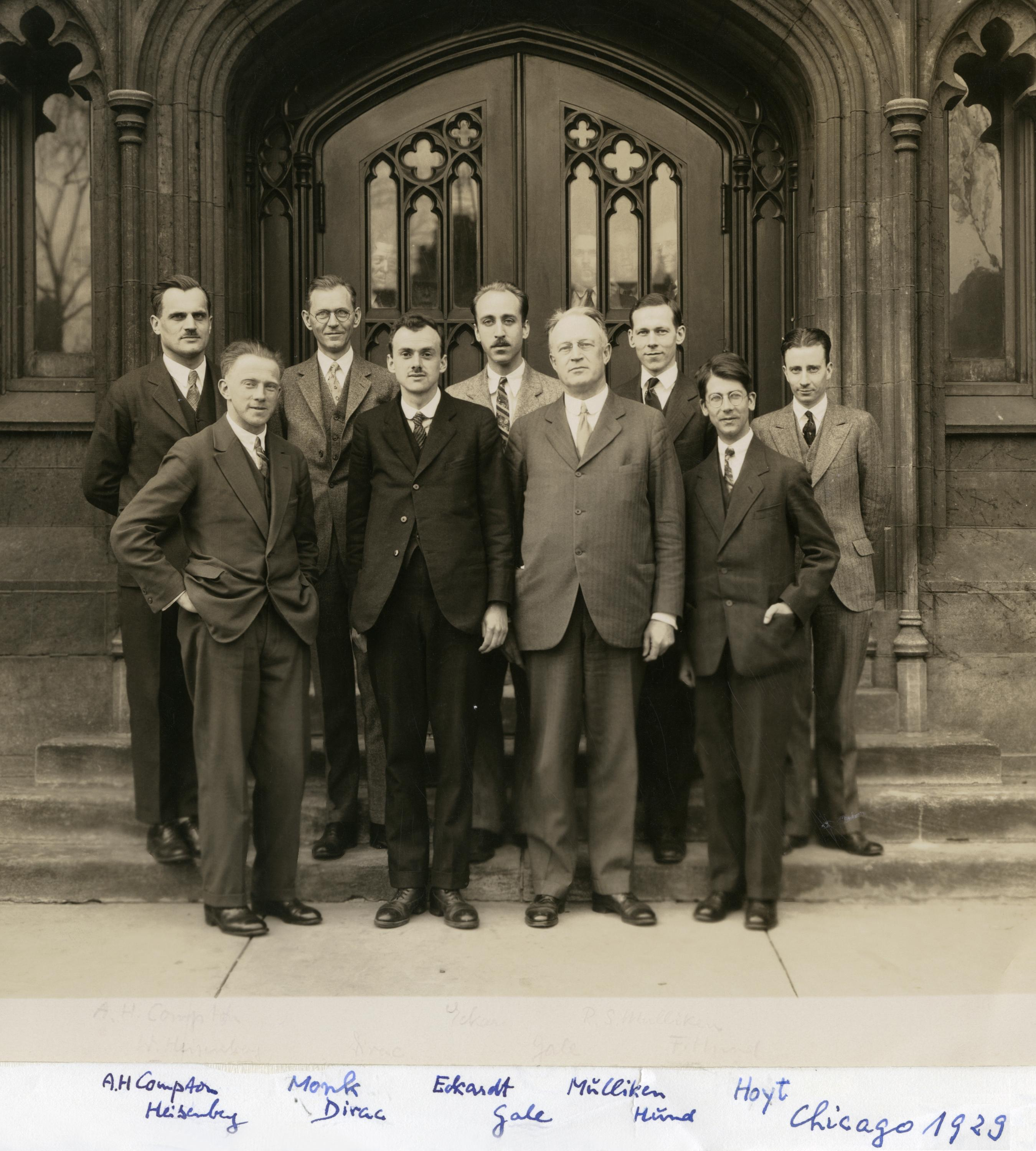
Robert Mulliken, Chicago 1929, Dritter von rechts.

Nach dem Krieg arbeitete er über den Einfluss von Zinkoxid und Ruß auf Kautschuk, begann aber 1919 ein Ph.D. Programm an der Universität Chicago.

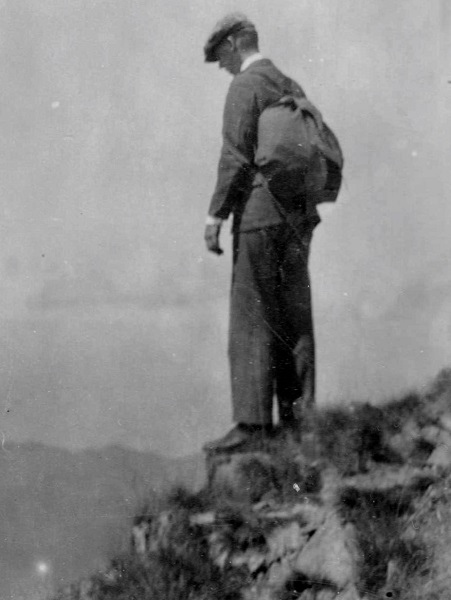
Mulliken 1927 bei Wanderung mit Friedrich Hund am Belchen (Schwarzwald)

Seine Doktorarbeit behandelte die Trennung von Quecksilberisotopen durch Evaporation (The separation of isotopes. Theory of resolution of isotopic mixtures by diffusion and similar processes. Experimental separation of mercury by evaporation in a vacuum). Die Promotion erfolgte 1921 bei William D. Harkins.  Durch Kurse bei Robert Millikan wurde er mit der Quantentheorie vertraut und durch den Besuch von Kursen bei Hermann Irving Schlesinger (1882–1960) in der Chemie des Bors.
An der Harvard University erlernte er spektrographische Techniken bei Frederick Albert Saunders und Quantentheorie bei Edwin Kemble. Zu dieser Zeit lernte er viele der späteren Koryphäen wie Robert Oppenheimer, John H. van Vleck und Harold C. Urey kennen, ebenso John C. Slater, der mit Niels Bohr gearbeitet hatte.
1925 und 1927 bereiste er Europa, um mit bedeutenden Wissenschaftlern wie Erwin Schrödinger, Paul Dirac, Werner Heisenberg, Louis de Broglie, Max Born, Walther Bothe und Friedrich Hund zusammenzuarbeiten. Mulliken wurde besonders durch Hund beeinflusst, der an der quantenmechanischen Interpretation von zweiatomigen Molekülen arbeitete. In der Folge entwickelte er seine Molekülorbitaltheorie, auch als Hund-Mulliken Theorie bekannt.
1926 bis 1928 lehrte er Physik an der New York University. Danach ging er als Associate Professor an die University of Chicago, wo er 1931 eine volle Professur erhielt. Im Zweiten Weltkrieg leitete er 1942 bis 1945 das Information Office für das Plutonium Project der Universität. 1961 wurde er Distinguished Professor für Physik und Chemie. 1985 ging er in den Ruhestand.
1936 wurde er Mitglied der National Academy of Sciences und 1940 der American Philosophical Society. 1965 wurde er in die American Academy of Arts and Sciences aufgenommen.

## Schriften
- D. Ramsay, J. Hinze (Herausgeber): Selected papers of Robert Mullikan. University of Chicago Press, 1975
- mit Willis B. Person: Molecular complexes : A lecture and reprint volume, Wiley 1969
- mit Walter C. Emler: Diatomic molecules, results of ab initio calculations, Academic Press 1977
- mit Walter C. Emler: Polyatomic molecules, results of ab initio calculations, Academic Press 1981
- Life of a scientist: an autobiographical account of the development of molecular orbital theory, Springer 1989 (Einleitung Friedrich Hund, Herausgeber Bernard Ransil)
- Molecular Scientists and Molecular Science- some reminiscences. In: Journal of Chemical Physics. Band 43, 1965, S2–S11